# Sonic Mania
A Sonic Mania egy 2017-es platformjáték, amit a Sega adott ki Nintendo Switchre, PlayStation 4-re, Xbox One-ra és Windowsra. A Sonic the Hedgehog sorozat 25. évfordulója alkalmából készült Sonic Mania tiszteleg az eredeti Sega Genesis Sonic játékok előtt, melyek gyors oldalsó görgetést tartalmaznak. 13 szinten játszódik, köztük számos korábbi játékból újratervezett szinten. A történet Sonicot, Tailst és Knuckles-t követi nyomon, ahogy megkockáztatják, hogy legyőzzék ellenségüket, Doctor Eggmant és robotcsatlósait, a Hard-Boiled Heavies-t.
A fejlesztőcsapat a Sonic fangame és ROM hacker közösségében ismert tagokból tevődik össze. A fejlesztés azután vette kezdetét, hogy a vezető fejlesztő, rendező és programozó, Christian "Taxman" Whitehead, akit korábban a Sega szerződtetett a Genesis Sonic játékok továbbfejlesztett mobilportjainak elkészítésére, bemutatott egy játszható prototípust a Sonic Team producere, Takashi Iizuka, számára. A művészetet, szinttervezést, hangot és egyéb programozási feladatokat a PagodaWest Games és a Headcannon független stúdiók vállalták. A csapat a Whitehead Retro Engine-jét használta, és a grafikai minőség terén a Genesis és a Sega Saturn játékok közötti összhangra törekedett.
A Sonic Mania 2017 augusztusában került piacra, és az eltelt tizenöt év legmagasabb értékelésű Sonic játékává vált. Számos értékelő úgy tekint rá, mint a Sonic sorozat visszatérésére, különösen azután, hogy számos, a 90-es évek utáni időszakban kiadott rosszul fogadott játék követte. A megjelenését, a szinttervezést, a zenét és a korai Sonic játékokhoz való hűségét dicsérték, ugyanakkor néhányan kritizálták az eredetiség hiányát. Többen kiemelték, hogy ez az egyik legjobb Sonic játék, valamint az egyik legjobb játék az év 2017-ben. Világszerte több mint egymillió példányt értékesítettek az első évben. 2018 júliusában jelent meg a Sonic Mania Plus, egy továbbfejlesztett verzió, amely további tartalommal gazdagította a játékot.

## Játékmenet
A Sonic Mania egy oldalirányú görgetésű platformjáték, mely hasonló a Sega Genesis korai Sonic the Hedgehog játékaihoz. A játékosok választhatnak három játszható karakter közül, mindegyik rendelkezik saját egyedi képességgel: Sonic képes végrehajtani egy "drop dash"-t, amely egy ugrás után lendületben gurul; Tails repülhet és úszhat; Knuckles pedig csúszhat és falakra mászhat. Hasonlóan a Sonic 2-höz (1992), a játékosok egyidejűleg játszhatnak Sonic és Tails karakterekkel, vagy egy második játékos irányíthatja különállóan a Tailst. A feloldható opciók közé tartoznak Sonic képességei a Sonic CD-ből (1993) és a Sonic 3 & Knuckles-ből (1994), ahol a drop dash és az "& Knuckles" mód helyett bármely karakter, beleértve Knucklest is, egyidejű irányítására van lehetőség.
A Sonic Mania 13 zónában játszódik, ahol zónákban oszlik el; a játék nyolc "remixelt" zónát tartalmaz, például a Green Hill Zone az első Sonic játékból (1991), öt eredeti zóna mellett. Az újrakevert szakaszok új elemeket és újrahasznosított trükköket tartalmaznak, valamint más korábbi Sonic-játékokból származó ötleteket. Minden zónát két felvonásra osztják, ahol a játékosnak el kell vezetnie karakterét különböző ellenségeken és akadályokon keresztül, hogy elérje a végét. Minden felvonás végén a játékos részt vesz egy főnöki csatában Doctor Eggman ellen, akit Dr. Robotnikként is ismernek, vagy valamelyik robotja ellen, köztük a Hard-Boiled Heavies, az elit csatlósai, akik a Sonic 3 és EggRobo ellenségeiből állnak, mint a Bokszer. A játékos aranygyűrűket gyűjt, amelyek egyfajta egészséget jelentenek; a játékosok életben maradnak, amíg legalább egy gyűrűjük van, de ha megtámadják, a gyűrűik szétszóródnak és rövid időn belül eltűnnek. A gyűrűket, elemi pajzsokat vagy olyan teljesítményeket, mint a legyőzhetetlenség és a gyorsabb futási sebesség, televízió-monitorok szétszórva találhatók minden szinten. Hasonlóan a Sonic 3 & Knuckleshez, a történetet a szintek közötti rövid, játékon belüli jelenetek mesélik el.
Az egyes felvonásokban rejtett hatalmas gyűrűk, az eredeti játékok jellegzetességei, pszeudo-3D-s speciális szakaszokhoz vezetnek, amelyek hasonlóak a Sonic CD játékaihoz, ahol a játékosok megpróbálhatnak egy Chaos Emeraldot gyűjteni. A speciális szakaszokban a játékosok kikerülik az akadályokat, és színes gömböket gyűjtenek, hogy növeljék sebességüket, lehetővé téve számukra, hogy üldözzék a Káoszsmaragdot hordozó UFO-t; mind a hét káoszsmaragd összegyűjtése lehetővé teszi a játékosok számára, hogy felhasználják karakterük szupertranszformációját, és feloldja a játék valódi végét. A játékosok gyűrűszámlálója fokozatosan csökken a speciális szakaszok során, és folyamatosan pótolni kell őket; ha a játékosnak elfogynak a gyűrűi, mielőtt elkapnák az UFO-t, a speciális szakasz véget ér. A Sonic the Hedgehog 3 "Blue Sphere" speciális szakaszai is visszatérnek, amelyeket bónusz szakaszokként használnak fel, amelyeket egy portálon keresztül lehet elérni, amely akkor jelenik meg, amikor a játékos áthalad egy ellenőrzőponton, miközben 25 vagy több gyűrűt hordoz. A bónusz szakaszok teljesítésével a játékos teljesítményétől függően ezüst- vagy aranyérmet kap; az érmék gyűjtése olyan funkciókat nyit meg, mint a hibakeresési mód és a hangteszt.
A Time Attack módban a játékosoknak a pályákat a lehető leghamarabb kell teljesíteniük, és az elért legjobb időket rögzíteniük kell az online ranglistán; a játékosok azonnal újratölthetik a szintet, és bármikor újrapróbálkozhatnak. Az osztott képernyős versengő többjátékos mód lehetőséget ad két játékosnak a szint végéig tartó versenyre, hasonlóan a Sonic 2-höz. A játékosok továbbá feloldhatják a "Mean Bean"-t is, egy 2 fős minijátékot, amely a Dr. Robotnik's Mean Bean Machine-en alapul.

## Cselekmény
A Sonic 3 & Knuckles eseményei után Sonic és Tails erőteljes energialeolvasást észlelnek az Angyalszigeten, és felszállnak a kétágú repülőgépükkel, a Tornado-val, hogy kivizsgálják. Dr. Eggman azonban EggRobos elit csoportját küldi, hogy elérjék a jelet Sonic és Tails előtt. Az EggRobos kiásják a jel forrását, a varázslatos drágakövet, a Phantom Ruby-t, éppen akkor, amikor Sonic és Tails megérkeznek. Az EggRobos új erőket kapnak a rubintól, keményen főtt nehézkévé válva. Sonicot, Tailst és a sziget őrzőjét, Knucklest küldik át a trió által korábban meglátogatott zónákon, ahol üldözik Eggmant, hogy megakadályozzák, hogy a rubin erejét gonoszra használja. Útközben összecsapnak vele és a Heavies-szel.
Sonic és szövetségesei rájönnek, hogy Eggman a Phantom Ruby erejét használta fel, hogy visszaszerezze az irányítást a Little Planet felett, amelyet a Sonic CD-ről ismerünk. Felszállnak Eggman roboterődjére, legyőzik őt és a Heavies-t, majd éppen akkor menekülnek, amikor az felrobban. Ha Sonic összegyűjti mind a hét Chaos Emeraldot, a Phantom Ruby átviszi őt és Eggmant egy másik dimenzióba. Ott a Heavies vezére, a Heavy King elárulja Eggmant, és elfoglalja a rubint, magába szívva a hatalmat; Eggman megtámadja a Heavyt, hogy megpróbálja visszaszerezni. Sonic, a Chaos Emeralds segítségével Super Sonic lesz, és külön harcol Eggmannel és a Heavy King-gel, hogy megakadályozzák, hogy a rubint ellenőrizzék. A csata után a Phantom Ruby reagál a smaragdokra, meghaladva Sonic szuper állapotát, és létrehoz egy féreglyukat, amely elnyeli magát, majd Sonic, mint a Kis Bolygó, eltűnik.

## Fejlesztés
A Sonic Mania fejlesztése 2015-ben kezdődött Christian "Taxman" Whitehead, az ausztrál programozó vezetésével. Whitehead kiváló tagja volt a Sonic fangame közösségnek, és korábban a Sega szerződtette őt a Sonic the Hedgehog, a Sonic 2 és a Sonic CD mobilportjainak fejlesztésére. A játék néhány hónapos fejlesztése után Whitehead bemutatott egy prototípust, amit Sonic Discovery-nek nevezett, Takashi Iizuka sorozatproducernek. Iizuka fogékony volt, és azt javasolta, hogy tartalmazzon régi pályákat a korai Sonic-játékokból, amelyeket újnak tűnő módon "remixelve" ihletett. A Sonic Mania munkacímet is adtak neki, ami azután ragadt meg, mivel senki sem javasolt jobbat. A cím a fejlesztőcsapat "mániás" rajongására utalt a sorozat iránt; Iizuka a projektet "a mánia, a mánia miatt" és mint "szenvedélyes terméket", amelyet a rajongók szeretete irányít a korai Sonic-játékok iránt, jellemezte.
A Sonic Mania a sorozat 25. évfordulója alkalmából készült. A Whitehead Retro Engine nevű játékmotorral fejlesztették ki, amelyet kétdimenziós játékokhoz szabtak, és amelyet a Sonic the Hedgehog, a Sonic 2 és a Sonic CD továbbfejlesztett portjaihoz is felhasználtak. A csapat része volt Simon "Stealth" Thomley programozó is, a független Headcannon stúdióból, aki segített Whiteheadnek ezekben a projektekben, valamint különféle Sonic fangame-ekben és ROM-hackekben, valamint Jared Kasl pályatervező és Tom Fry művészeti igazgató. A PagodaWest Games, amely korábban önállóan dolgozott a Sonic 2 nem hivatalos nagyfelbontású remasterén, is részt vett a fejlesztésben. A Tantalus Media segített a Nintendo Switch port kifejlesztésében. Iizuka és a Sonic Team többi tagja irányelveket adott, hogy biztosítsák, a csapat ne térjen le "valamire, ami nem Sonicnak tűnik". Iizuka a látványelemeket a Genesis és a Sega Saturn grafikai képességeinek keresztezéseként jellemezte, amelyek többnyire pixelművészetet tartalmaznak néhány sokszögű grafikával.
A fejlesztők a Sonic 3-ra alapozták a játékmenetet, minden zóna végén található főellenséges harcokkal. A visszatérő szakaszok tervezésekor a kreatív csapat megőrizte az első felvonás ismertelemségét, miközben a második felvonásban új elemeket vezetett be. A tervezők a Sonic CD-t és a Sonic 3-at említették, mint a "nagy, szélesre nyitott" és az "áramvonalas" dizájn jelentős hatását. Thomley szerint a csapat általában a tervezés előtt határozta meg, hogy milyen elemeket szeretne beilleszteni a visszatérő szakaszokba, de néha új ötletekkel rukkoltak elő, vagy a fejlesztés során változtatták meg azokat. Az első eredeti szint a hollywoodi témájú Studiopolis Zone volt. A sivatagi témájú Mirage Saloon Zone-t a Sonic 2 befejezetlen pályája és az Egyesült Államok Monument Valley régiója ihlette. A speciális szakaszokat olyan újabb játékok inspirálták, mint a Sonic Rush (2005) és a Sonic Colors (2010). A csapat büszkén őrizte meg a klasszikus Sonic játékmód jellegét.
A játék animált nyitó és záró szekvenciákat tartalmaz Tyson Hesse, az Archie Comics Sonic képregényének egyik művésze vezetésével. Emellett rendelkezik opcionális CRT grafikus szűrővel, és támogatja mind a PlayStation 4 Pro, mind az Xbox One X továbbfejlesztett funkcióit, natív 4K felbontással. A filmzenét a PagodaWest Games Tee Lopes komponálta, amely a korábbi Sonic játékok átrendezett darabjaiból és új anyagokból állt. Lopes-t a YouTube-on szerzett népszerűsége miatt választották a Sonic számok feldolgozásainak elkészítésében, valamint a Sonic 2 HD projektben végzett munkája miatt. Lopes kezdetben azt akarta, hogy a partitúrája hasonlítson a Sonic CD filmzenéjére, és megpróbálta elképzelni, milyen lehet a folytatása. A fejlesztés előrehaladtával ihletet merített más régebbi Sonic és Sega játékokból, mint például a The Revenge of Shinobi (1989) és a Sega Rally játékokból, valamint az 1990-es évek népszerű zenéjéből, például Michael Jackson munkáiból. A leleplező előzetest, a "Checkpoint"-t a Hyper Potions és a Nitro Fun elektronikus zenei csoportok komponálták, a nyitó témát, a "Friends" pedig a Hyper Potions.

## Kiadás
A Sonic Maniát a San Diego Comic-Con (SDCC) kongresszuson 2016 júliusában jelentették be, egyidőben a Sonic Forces bejelentésével a 25. évfordulós Sonic eseményen. A játékot bemutatták a South by Southwest (SXSW), az Electronic Entertainment Expo (E3) és az SDCC rendezvényeken 2017-ben. A 2017-es SDCC-n a résztvevők megkapták a játék promóciós használati útmutatóját. Bár eredetileg a játék 2017 második negyedévére volt tervezve, a Sega az SXSW rendezvényen bejelentette, hogy elhalasztották további fejlesztések céljából.
A Sonic Mania 2017. augusztus 15-én digitális formában jelent meg a Nintendo Switch, PlayStation 4 és Xbox One konzolokra. A Windows verziót eredetileg négy nappal a kiadás előtt tervezték, azonban a Sega további két héttel elhalasztotta azt, hogy további optimalizálási munkálatokat végezhessen. A Windows változat végül augusztus 29-én vált elérhetővé a Steam platformon letölthető formában. Azok, akik előrendelték a játékot, a késedelem kompenzálására egy másik példányt kaptak az eredeti Sonic the Hedgehog játékból a Steamen.
A standard kiadáson kívül elérhető egy Sega Genesis témájú gyűjtői kiadás is, mely tartalmaz egy 12 hüvelykes (30 cm) Sonic szobrot egy Genesis modell tetején, egy aranygyűrűvel öntött játékpatront és egy fém gyűjtőkártyát a játék letöltési kódjával. A gyűjtői kiadás népszerűsítése érdekében a Sega egy retro stílusú információs reklámot készített Kazuyuki Hoshino korábbi sorozatművészeti igazgatóval és Aaron Webber közösségimédia-menedzserrel együtt, melyet a Sonic The Hedgehog 2 amerikai televíziós reklámja inspirált. A Data Discs kiadó egy bakelit nagylemezt is piacra dobott 2017 végén, mely az eredeti játékzenei anyagokat tartalmazza. 2018. január 17-én kibővített hanganyag került kiadásra a digitális zenei terjesztési platformokon.
A Sonic the Hedgehog YouTube-csatornán 2018 márciusa és júliusa között debütált egy ötrészes animációs rövid minisorozat, a Sonic Mania Adventures, amely a Sonic Mania Plus megjelenését hirdeti. A sorozat Sonic visszatérését mutatja be a világába a Sonic Forces eseményeit követően, miközben barátaival egyesül, hogy megakadályozza Eggmant és Metal Sonicot abban, hogy megszerezzék a Chaos Emeralds-ot és a Master Emerald-ot. 2018 decemberében egy ünnepi témájú bónuszepizód is megjelent. A rövidfilmeket Hesse írta és rendezte, az animációs gyártást a Neko Productions végezte, a zenét pedig Lopes komponálta. Később minden hat rövidfilm bekerült a 2022-es Sonic Origins válogatás részeként.

### Sonic Mania Plus
A Sonic Mania Plus, a játék bővített változata, 2018. július 17-én jelent meg Észak-Amerikában és Európában az eredeti verzióhoz letölthető tartalomként, majd 2018. július 19-én Japánban. Az Amazon Luna verziója 2020. október 20-án érkezett. A bővített verzió hozzáadja a játszható karaktereket, Mighty the Armadillot és Ray the Flying Squirrel-t, akiket az 1993-as SegaSonic the Hedgehog arcade játékból ismerhetünk, és mindegyikük rendelkezik egyedi képességekkel: Mighty csapódhat a földön és immunis a tüskékre, amikor labda formában van, míg Ray siklik anélkül, hogy elveszítené a magasságát. A Sonic Mania Plus újításai között szerepel az "Encore Mode" is, amely újrakevert pályákkal és átdolgozott élő mechanikával érkezik, továbbá tartalmaz egy flipper bónusz színpadot és egy négyjátékos versenymódot. Emellett a Sonic Mania Plus frissítése további jeleneteket és egy átdolgozott Metal Sonic csatát is bevezet a Knuckles Chaotix című filmben (1995) való megjelenése alapján. A fizikai változat egy 32 oldalas művészkönyvet tartalmaz, és a régiótól függően Genesis vagy Mega Drive boxart borítókkal rendelkezik, megfordítható borítóval. A japán fizikai kiadás mellé pedig egy soundtrack CD-t is csomagoltak.
A Famicú interjújában Iizuka elmondta, hogy eredetileg nem tervezték a Sonic Mania fizikai kiadását; a Sega munkatársai kezdeményezték ugyan, de a kiskereskedelmi verzió bevezetése kihívást jelentett volna a gyártási ütemterv miatt. A játék indulása után azonban a rajongók érdeklődni kezdtek a fizikai változat iránt is. Mivel egy kiskereskedelmi kiadás költségesebb lett volna, mint a letölthető változat, a csapat döntött úgy, hogy új tartalmakkal gazdagítja azt. Mighty és Ray karaktereiket hozzáadták, mivel keveset szerepeltek korábbi játékokban; ennek érdekében a pályaterveken változtatni kellett. Emellett a többjátékos módot is frissítették a választható karakterek számának növekedése miatt.

## Fogadtatás
| Összegzőoldal | Értékelés                                                                                |
| ------------- | ---------------------------------------------------------------------------------------- |
| Metacritic    | NS: 86/100 PS4: 86/100 XONE: 83/100 PC: 84/100 Plus: NS: 91/100 PS4: 87/100 XONE: 89/100 |

| Szerző                | Értékelés |
| --------------------- | --------- |
| Destructoid           | 8/10      |
| EGM                   | 9/10      |
| Eurogamer             | Essential |
| Game Informer         | 8.5/10    |
| GameRevolution        | [ 64 ]    |
| GameSpot              | 9/10      |
| IGN                   | 8.7/10    |
| Nintendo Life         | 9/10      |
| Nintendo World Report | 9/10      |
| PC Gamer (UK)         | 82/100    |
| Polygon               | 7/10      |
| VideoGamer.com        | 7/10      |

A Sonic Mania-t a Sonic franchise körüli évek vegyes kritikái után jelentették be. Az International Business Times szerint a sorozatot "évekig elrontották a nem megfelelő játékok, amelyekben csak alkalmi gyöngyszem volt". A Business Times azt jósolta, hogy a Sega megközelítése, miszerint ugyanabban az évben kiadja a Sonic Forces-t és a Sonic Maniát, új és régi rajongókat is kiszolgálva, helyrehozhatja a sorozat hírnevét, és a "Sonic reneszánszához" vezethet. Számos kritikus kifejezte izgalmát a korai Sonic-játékok stílusához való visszatérés miatt, és azt írták, hogy a Sega korábbi erőfeszítései a "klasszikus" stílusú játékok fejlesztésére, mint például a Sonic the Hedgehog 4 2010-ben, csalódást okozott.
A Metacritic véleménygyűjtő oldal szerint a Sonic Mania "általában kedvező" értékeléseket kapott. Tizenöt év alatt ez lett a legjobban értékelt Sonic játék, és több kritikus az egyik legjobb 2D platformjátékként írta le. Induláskor a Sonic Mania volt a legkelendőbb Switch játék, megelőzve a Minecraftot és az Overcooked: Special Editiont. Ez nagymértékben növelte a Sega harmadik negyedévi nyereségét, és hozzásegítette a Segát, hogy a csomagolt játékok csaknem megduplázódjon 2016 azonos időszakához képest. 2018 áprilisáig több mint egymillió példány kelt el belőle világszerte, minden platformon.
Az előadás elismerést váltott ki. A USGamer a sorozat pixelgrafikájának "csúcsának" nevezte. A GameSpot az eredeti játékoknál jobbnak nevezte az animációkat és részleteket, és azt írta, hogy egy extra személyiségréteget adtak hozzá. A Cubed3 stílusosnak és élénknek minősítette a szinteket. A kritikusok dicsérték a részletekre való odafigyelést is a korai játékok újraalkotása során. A Game Informer azt írta, hogy játékmenete "szinte megkülönböztethetetlen" a Genesis elődjeitől, de "extra fényezéssel". Az Easy Allies azt írta, hogy a Mania "kivételesen" emulálta az eredeti játékokat, és hogy "a futás, az ugrás és a pörgőzés pontosan olyan jól működik, ahogyan remélnéd". A Nintendo World Report azt írta, hogy elkerülte a Sonic the Hedgehog 4 fizikai problémáit, és visszanyerte a 16 bites játékok szellemiségét.
A szintterv és a zene is dicséretben részesült. A Hardcore Gamer azt írta, hogy a régebbi szakaszok újrakevert verziói frissnek tűntek, miközben hűek maradtak az eredetihez. A Game Informer azt írta, hogy az új szakaszok megfeleltek a minőségnek, és megragadták a korai Sonic játékok szellemét. Az AV Club minden szinten dicsérte a részleteket és a tartalmat; A Metro dicsérte a szurkolói szolgáltatást, és egy iskolai projekthez hasonlította, amely "elvadult, valami lelkes gyerekek készítettek, amíg a tanár távol volt, és ami messze felülmúlja mindazt, amit valójában csinálniuk kellett volna". Az IGN-hez hasonlóan a Venture Beat is nagyra értékelte az újrajátszási értéket, az elágazó utakkal, amelyek több átjátszást "frisssé" tettek. Az EGM azt írta, hogy a filmzene "teljesen fantasztikus" volt, egyszerre nosztalgikus és újszerű volt. A Nintendo Life "az utóbbi idők egyik legjobbjának" nevezte a filmzenét.
A játék némi kritikát kapott. A Polygon megjegyezte, hogy az eredeti Sonic játékokban tapasztalt vezérlési és ellenség elhelyezési csalódások jelen voltak a Sonic Mania-ban. A VideoGamer.com szerint a játék túlzottan támaszkodik a nosztalgiára, minimális innovációval és kevés eredeti pályával, bár jó alapnak bizonyult, amelyet a fejlesztőcsapat később bővíthet. A Nintendo World Report kifogásolta a főnökellenes harcokat, amelyek szerintük rosszul sikerültek és túl könnyűek voltak. A Windows verziót kritizálták a Denuvo digitális jogkezelő (DRM) szoftver bevezetése miatt, amelyről néhányan úgy vélték, hogy ez volt a kéthetes késés valódi oka. A játékot nem lehetett offline játszani az indulás napján; a Sega kijelentette, hogy ez egy olyan hiba, amely nem kapcsolódik a Denuvohoz, és másnap kiadott egy javítást.
Több értékelő úgy vélekedett, hogy a Sonic Mania visszavezeti a Sonic sorozat formáját, miután az 1990-es éveket követően számos rosszul értékelt játékot kapott. Az EGMNow a Sonic Mania-t az egyik "legtisztább és legélvezetesebb" Sonic-játékként értékelte, kifejezve izgalmát a sorozat jövője iránt. Az IGN azt írta, hogy ez volt a "klasszikus" visszalépés, amelyre a rajongók az 1990-es évek óta vártak, de a franchise-ban kezdőknek is ajánlotta. A Nintendo World Report "kötelező vásárlásnak" nevezte a régebbi Sonic játékok rajongói számára. A Waypoint kedvezően hasonlította össze a Donkey Kong Country Returns játékkal, és egy olyan játéknak írta le, amely tudta, "mi a mókás" elődeinél. A Nintendo Life úgy érezte, hogy a Mania "igazi visszatérést jelent a formába", és esélyes a sorozat legjobb játékára.
A Sonic Mania Plus erőteljes kritikákat kapott; a Metacritic véleménygyűjtő szerint a Nintendo Switch verzió "univerzális elismerést" kapott. Több kritikus a végleges verziót emelte ki, külön kiemelve az extra játékmódot és karaktereket. Tomas Franzese a DualShockers-tól elismerően szólt az "Encore" módról, kiemelve az új érzést és a Mighty és Ray által bemutatott mozgási lehetőségeket. Michael Leri (Game Revolution) azonban úgy találta, hogy az új partnerrendszer frusztrálóbb lehet, mint a klasszikus Sonic játékokban megszokott hagyományos életrendszer. Az IGN Spain nem ajánlotta a frissítést azoknak, akik már rendelkeznek az eredeti játékkal, ugyanakkor dicsérte a fizikai megjelenést és az új játékosok és a lelkes rajongók számára hozzáadott értéket.

### Örökség
A Sonic Maniát jelölték a „Legjobb családi játék” kategóriában a The Game Awards 2017-ben és a „Legjobb gyerekjáték” kategóriában a 2018-as New York Game Awards-on. A "Friends" című főcímdalt újra felhasználták a 2020-as Sonic the Hedgehog film prológjában.

## Fordítás
Ez a szócikk részben vagy egészben  a   Sonic Mania című angol Wikipédia-szócikk ezen változatának fordításán alapul.  Az eredeti cikk szerkesztőit annak laptörténete sorolja fel. Ez a jelzés csupán a megfogalmazás eredetét és a szerzői jogokat jelzi, nem szolgál a cikkben szereplő információk forrásmegjelöléseként.